# Wilton (Grafton)
Wilton – przysiółek w Anglii, w hrabstwie Wiltshire. W latach 1870–1872 osada liczyła 284 mieszkańców.